# Iosif Ciuhulescu
Iosif (Iosef) Ciuhulescu a fost un pilot român de aviație, as al Aviației Române din cel de-al Doilea Război Mondial.
Adjutantul stagiar av. Iosif Ciuhulescu a fost decorat cu Ordinul Virtutea Aeronautică de război cu spade, clasa Crucea de Aur (4 noiembrie 1941) pentru că „a executat șase atacuri la sol în regiunea Vigoda. A doborît în luptă aeriană un avion inamic,” clasa Crucea de Aur cu prima și a doua baretă și clasa Cavaler (toate trei la 20 octombrie 1944) „pentru merite deosebite de război”.

## Decorații
- Ordinul „Virtutea Aeronautică” de Război cu spade, clasa Crucea de Aur (4 noiembrie 1941)[1]
- Ordinul „Virtutea Aeronautică” cu spade, clasa Crucea de Aur cu o baretă (20 octombrie 1944)[2]
- Ordinul „Virtutea Aeronautică” cu spade, clasa Crucea de Aur cu 2 barete (20 octombrie 1944)[2]
- Ordinul „Virtutea Aeronautică” cu spade, clasa Cavaler (20 octombrie 1944)[2]